# Bastrop, Texas
Bastrop là một thành phố thuộc quận Bastrop, tiểu bang Texas, Hoa Kỳ. Năm 2010, dân số của xã này là 7218 người.

## Dân số
- Dân số năm 2000: 5340 người.
- Dân số năm 2010: 7218 người.